# Hans Johansson (fotbollsspelare född 1937)
För andra betydelser, se Hans Johansson.
Hans Rikardo Eugén Johansson, född 30 juni 1937, är en svensk före detta fotbollsspelare i Djurgårdens IF.
Johansson spelade 15 matcher för Djurgården mellan 1955 och 1961, och gjorde fem mål. Han är far till fotbollsspelaren Johan Johansson och farfar till fotbollsspelaren Sam Lundholm.